# THE イナズマ戦隊
THE イナズマ戦隊（ザ・イナズマせんたい）は、日本のロックバンド。所属事務所はソニー・ミュージックアーティスツ。
「THE」の後に母音が来ると、発音は「ザ」ではなく「ジ」になるため「ズィ・イナズマせんたい」と読むほうが本来は正しいが、このバンド名は「ザ・イナズマせんたい」と読む。

## 来歴・概要
大阪府堺市出身のフロントマン3人は大阪府立農芸高等学校の同級生。3人揃って北海道の酪農学園大学へ進学後、学内でドラマーに出会い、1997年にその活動をスタートさせる。札幌を拠点に活動を続け、2002年春に上京。8月にミニアルバム『THEイナズマ戦隊』を発売。
2003年2月13日にワーナーミュージック・ジャパンからシングル『月に吠えろ』でデビュー。2ndシングル『応援歌』は彼等の代表作である。年間100本を超えるライブをこなす。
2004年3月には、『ぼくらの七日間戦争』のベストセラー作家宗田理の小説『天路 TENRO』に2曲の詩が登場する、異色コラボを実現させた両A面3rdシングル『陽はまた昇る!! / 天路』を発売、その後のツアーは各地でソールドアウト。
2004年4月から10月には、日本テレビ（NTV）系列で放送されていたコント中心の深夜のバラエティ番組の『メンB』にレギュラー出演。
2005年夏、日本クラウンに移籍。7月21日に移籍後初シングル『あの夏の日々』を発売。全国17局におよぶテレビ・ラジオのパワープレイを獲得すると同時に、多数の番組のテーマ曲となる（c/w『明日を迎えに行こう』は川崎フロンターレ公認応援ソング）。
2006年は3枚のシングルを発売。8thシングル『嗚呼!!されど青春ごっこ』のジャケットのイラストには、どおくまんプロを起用。
2007年1月、4thアルバム『熱血商店街』を発売、初のホール公演を含む大会場に限定したツアーを行う。5月9日に10枚目のシングル『情熱の風』を発売。
ちなみに歌詞カードの歌詞は、ほぼ上中による手書きで（手書きでない作品も何点かある）、クレジットに「歌詞の中に誤字・脱字がございますが、作者の意図ではございません。単なる間違いです。」と書いている。
近年はジャニーズグループの楽曲を手がけていることでも知られる。（関ジャニ∞『ズッコケ男道』、『無責任ヒーロー』、Kis-My-Ft2『Everybody Go』、『We never give up!』など）
2013年にはTwellV『カウンターのふたりシーズン2』の主題歌『Don't Worry』を発表。

## メンバー
- 上中 丈弥（うえなか じょうや、1978年11月12日（46歳） - ） ボーカル。大阪府堺市出身。
- 山田 武郎（やまだ たけお、1979年1月27日（46歳） - ） ギター。大阪府堺市出身。
- 中田 俊哉（なかた としや、1978年9月1日（46歳） - ） ベース。大阪府堺市出身。
- 久保 裕行（くぼ ひろゆき、1977年11月20日（47歳） - ） ドラムス。北海道広尾町出身。

## ディスコグラフィ

### シングル
|      | 発売日         | タイトル                                | 規格品番                                    | 収録曲 | 備考                                                             |
| ---- | -------------- | --------------------------------------- | ------------------------------------------- | --- | ---------------------------------------------------------------- |
|      | 発売日不明     | 応援歌                                  | OUEN-001                                    | 応援歌／銀座通り／ロマンチック／リメンバー／虎Ⅱ | 自主制作                                                         |
| 1st  | 2003年2月13日  | 月に吠えろ                              | AMCT-10018                                  | 月に吠えろ／ありがとう人生／情熱節／さよなら／お前との約束 | オリコン最高193位                                                |
| 2nd  | 2003年6月25日  | 応援歌                                  | WPCL-10001                                  | 応援歌／ドカン行進曲(男編)／なぁ次郎／男のサイン／さらば青春 輝く俺 | オリコン最高114位、登場回数3回                                   |
| 3rd  | 2004年3月10日  | 陽はまた昇る！！                        | WPCL-10077                                  | 陽はまた昇る!!／天路／背中に猫を飼っちまったんだ | オリコン圏外                                                     |
| 4th  | 2004年7月7日   | パーダラ・ブギ ～後悔するにゃ若すぎる～ | WPCL-10110                                  | パーダラ・ブギ ～後悔するにゃ若すぎる～／雨上がり／波風たてようぜ!! | オリコン最高95位                                                 |
| 5th  | 2005年7月21日  | あの夏の日々                            | CRCP-10113                                  | あの夏の日々／リキみすぎずに抜き過ぎず／ええじゃないか音頭 ～ズッコケ中1編～／明日を迎えに行こう(川崎フロンターレ応援ソング) | オリコン最高79位、登場回数5回                                    |
| 6th  | 2005年10月5日  | オマモリ                                | CRCP-10120                                  | オマモリ／かっとばせ男!!パット咲け男!! | オリコン最高98位                                                 |
| 7th  | 2006年5月10日  | 五月雨                                  | CRCP-10136                                  | 五月雨／孤独の王様／新下剋上でやんす | オリコン最高68位                                                 |
| 8th  | 2006年8月9日   | 嗚呼！！されど青春ごっこ                | CRCP-10145                                  | 嗚呼!!されど青春ごっこ／文京台青春物語／青春18ストローク | オリコン最高92位                                                 |
| 9th  | 2006年11月8日  | 全身ゴーマイウェイ/さらば青春の日々     | CRCP-10152                                  | 全身ゴーマイウェイ／さらば青春の日々／パーダラ・ブギ ～後悔するにゃ若すぎる～(live ver.) | オリコン最高49位                                                 |
| 10th | 2007年5月9日   | 情熱の風                                | CRCP-10170                                  | 情熱の風／んなもんさ!! | オリコン最高54位、登場回数回                                     |
| 11th | 2008年1月23日  | Oh!スザンヌ/メッセージ・ボトル          | CRCP-10185                                  | Oh!スザンヌ（タレントのスザンヌをモチーフにした楽曲）／メッセージ・ボトル | オリコン最高位、登場回数回                                       |
| 12th | 2008年5月21日  | 合言葉 ～シャララ～                     | CRCP-10200                                  | 合言葉 ～シャララ～ / 桜咲くまで俺達は / ドカン行進曲（己編） | オリコン最高37位、登場回数5回                                    |
| 13th | 2009年4月22日  | 恋のドッキドキ大作戦                    | CRCP-10219                                  | 恋のドッキドキ大作戦(Feat. 渡瀬マキfromLINDBERG)／情熱／応援歌～友へ～／恋のドッキドキ大作戦(less vocal) | オリコン最高83位                                                 |
| 14th | 2013年10月23日 | 喜びの歌                                | SLRL-90012:初回生産限定盤 SLRL-10012:通常盤 | 喜びの歌／君の旅路に桜が笑う | 「河野勇作（桐谷健太）×THEイナズマ戦隊」名義 オリコン最高37位    |
| 15th | 2018年5月26日  | 僕だけのヒーロー                        | 配信シングル                                | 僕だけのヒーロー | 関西電気保安協会のWEB限定ムービーテーマソングの為に書き下ろし曲  |
| 16th | 2018年9月19日  | My Generation                           | CRCP-10413                                  | 【DISC1】1.My Generation 2.あぁ バラ色の日々 【DISC2】THEイナズマ戦隊 2018.5.26 日比谷野外大音楽堂「俺とオマエと野音と応援歌」 1.バカ者よ大志を抱け 2.ドカン行進曲(男編) 3.情熱の風 4.赤い命が燃えている 5.Ban＆An～バカ万歳アホ万歳～ 6.俺とオマエと野音のソロ 7.全身ゴーマイウェイ 8.雨上がり 9.涙の青春 10.男のサイン11.喜びの歌 Guest Vocal：桐谷健太 12.愛じゃないか 13.各駅停車14.オマエだけを15.OLD ROOKIES 【DISC3】THEイナズマ戦隊 2018.5.26 日比谷野外大音楽堂「俺とオマエと野音と応援歌」 1.月に吠えろ 2.オマエ・がむしゃら・はい・ジャンプ 3.泥だらけがいいや 4.33歳 5.応援歌 6.そして夜空に浮かぶ月のように 7.あぁ バラ色の日々 8.合言葉～シャララ～ 9.ラブレターフロム俺 |                                                                  |
| 17th | 2020年1月1日   | リーダー論争                            | 配信シングル                                | リーダー論争 | BS12（トゥエルビ）2021年1月度ドラマ”課長バカ一代”の主題歌        |
| 18th | 2020年4月8日   | WABISABIの唄                            | CRCP-10443                                  | 1.WABISABIの唄 2.大切な人 幸せであれ | テレビ東京系列 ドラマ Biz 「行列の女神～らーめん才遊記～」主題歌 |

### アルバム
|          | 発売日         | タイトル              | 規格品番                                | 収録曲 | 備考                                                                            |
| -------- | -------------- | --------------------- | --------------------------------------- | --- | ------------------------------------------------------------------------------- |
| 1st mini | 2002年8月22日  | THE イナズマ戦隊      | WINE-82112                              | 銀座通り／ロマンチック／俺達の未来は明るいぜ!!／心臓直結系ラブソング／虎II／君のため | ワーナーインディーズネットワーク ライブ会場限定でLPサイズジャケットでも限定販売 |
| 1st      | 2003年10月16日 | 勝手にロックンロール  | WPCL-10039                              | いばら道／ロックンロールを取り戻せ!!／応援歌／熱い涙ロック／オマエ・がむしゃら・はい・ジャンプ／丈ちゃん元気でね／Yシャツロックンロール／笑っちまうぜ!!／真夜中ブルース／最終列車／月に吠えろ／ラブレター フロム 俺 | オリコン最高70位、登場回数3回                                                   |
| 2nd      | 2004年10月20日 | 馬鹿者よ大志を抱け    | WPCL-10127                              | バカ者よ大志を抱け／パーダラ・ブギ ～後悔するにゃ若すぎる～／ロマンチックが泣いた／根性ロックスター!!／嘘つきのバラード／背中に猫を飼っちまったんだ／飲んでゴーゴー／後悔するなら反省を／恋の馬力／月明かりの下／のらりくらりで10年後／陽はまた昇る!!／三都物語／応援歌 | オリコン最高68位、登場回数4回                                                   |
| 3rd      | 2005年10月21日 | 為さねば成らぬIII枚目 | CRCP-40124                              | 青春、恋の猛烈光線／為さねば成らぬぞ!!／オマモリ／八分音符と四分音符／ガタガタ言いやガッタ／後悔するなら反省をII／ええじゃないか音頭 ～ズッコケ中1編～／小さな幸せ／秋空によろしく／あの夏の日々／いつも栄光を!! | オリコン最高85位、登場回数3回                                                   |
| 4th      | 2007年1月24日  | 熱血商店街            | CRCP-40168                              | ワン・ツー・ストレート!!／JUMP!!／全身ゴーマイウェイ／赤い道／喜劇ストーリー／ファイティングマン VS nichijouseikatsu／～熱血商店～／さらば青春の日々／キジトラ猫／嗚呼!!されど青春ごっこ／明日もわいやいや～／五月雨／泥だらけがいいや／そうダーリン | オリコン最高43位、登場回数3回                                                   |
| 5th      | 2008年2月20日  | どうにもこうにも俺MHz | CRCP-40192                              | 俺MHz／汗と涙とロッケンロール／メッセージ・ボトル／俺讃歌／Ban&An ～バカ万歳アホ万歳～／ちょっと待った!!／Oh!スザンヌ／冬の並木道／情熱の風 ／線路沿い／青春時代／Rollin' Rollin'／眼鏡橋ブルース | オリコン最高59位                                                                |
| 6th      | 2009年5月20日  | ジタバタ大作戦！！    | CRCP-40237                              | ジタバタダンス／妄想族／情熱 feat.ERONE & DJ KAN（from韻踏合組合）／かきすて魂!!／恋のドッキドキ大作戦／ニッポンブギウギ／テレパシー／あの日のバラッド／ガンバロウ／走り出せバカ正直モン!!／えっちらおっちら音頭／オマエだけを | オリコン最高55位                                                                |
| 7th      | 2010年9月22日  | 未来の地図            | SLRL-10001                              | 未来の地図／生命パワー／ジョニー!!／バライロック／唄／手を打ち鳴らせ!!／プライド／それでも友よ／Mr.ハングリーマン／勇気の花／月の道しるべ／ダイヤモンド／旅立ち／擦り傷 | オリコン最高59位                                                                |
| 8th      | 2011年9月28日  | 愛とファイター        | SLRL-10003                              | チケット／ラッタッタ／涙のファイター／愛じゃないか／人情ビート／俺一代／サンダーマン／愛しい日々さ／武蔵野ラプソディー／スイートソウル／終りなき道／時代 | オリコン最高43位                                                                |
| Best     | 2012年2月8日   | シングルコレクション  | CRCP-40312:初回限定盤 CRCP-40313:通常盤 | CD:月に吠えろ／応援歌／陽はまた昇る!!／天路／パーダラ･ブギ ～後悔するにゃ若すぎる～／あの夏の日々／オマモリ／五月雨／嗚呼!!されど青春ごっこ／全身ゴーマイウェイ／さらば青春の日々／情熱の風／Oh!スザンヌ／メッセージ･ボトル／合言葉 ～シャララ～／恋のドッキドキ大作戦／擦り傷 DVD:銀座通り／月に吠えろ／応援歌／陽はまた昇る!!／パーダラ･ブギ ～後悔するにゃ若すぎる～／あの夏の日々／オマモリ／五月雨／嗚呼!!されど青春ごっこ／全身ゴーマイウェイ／情熱の風／擦り傷／愛じゃないか                                      | オリコン最高38位                                                                |
| 9th      | 2012年12月12日 | GLORY DAYS            | SLRL-10010                              | IT’S SHOWTIME!!!!!／LIFE IS ROCK／素晴らしき人生／ズッコケ男道／東京夜空／THE FIGHT／絶好調で一歩前進!!／Don’t Worry／ご機嫌行進曲~行ってきます~／いかすぜ★バンドマン／ラパン／ユメミルチカラ／GLORY DAYS | オリコン最高58位                                                                |
| 10th     | 2014年12月29日 | 17                    | SLRL-90017/8:初回盤 SLRL-10017:通常盤   | ジャパニーズドリーム／立ち上がるにはいい日だぜ!!／喜びの歌／恋人よ／俺達に祝杯を／涙の青春／シャララ~涙を越えて行け!~／友情のメロディ／NATURAL MONSTER／君の笑顔にはかなわないよ／幸せの唄／この手の中に／Everything is gonna be alright／(初回盤DVD)ジャパニーズドリーム (Music video)／／Everything is gonna be alright (2014/8/17長崎稲佐山公園野外ステージライブ映像) | オリコン最高35位                                                                |
| 11th     | 2016年7月13日  | GALAPAGOS             | SLRL-10021                              | ロックンロール・ラブレター／乱男無頼ダンス／33歳／最後の小節／HAPPY LIFE／Lightning Boy／這いつくBATTE／終わらないストーリー／朝焼けの唄／さよならSummertime Blues／合言葉 ～シャララII～ 生きててくれてありがとうな／マザコンのうた(Bonus track) | オリコン最高42位                                                                |
| 12th     | 2017年5月3日   | LIVE GOES ON!         | CRCP-40507                              | 【Disc1】CD 1.赤い命が燃えている 2.Let's go DO根性 3.ドレミファソング 4.あいせてますように 5.YAKINIKU 【Disc2】CD 1.応援歌 -20th anniversary ver.- 2.オマエ・がむしゃら・はいジャンプ -20th anniversary ver.-3.合言葉～シャララ～4.各駅停車 -20th anniversary ver.- 5.ジタバタダンス 6.オマエだけを 7.涙のファイター 8.愛じゃないか-20th anniversary ver.-9.喜びの歌 10.Everything is gonna be alright 【Disc3】DVD(初回特典) 「COUNT DOWN to 20th anniversary ～ゆくイナくるイナ～＠福岡DRUM Be-1」ドキュメンタリー映像 |                                                                                 |
| 13th     | 2017年11月29日 | PUMP IT UP!           | CRCP-40534                              | 1.That’s so great!! 2.突っ張り大一番 3.そして夜空に浮かぶ月のように 4.すすきのエレジー 5.愛らしいじゃない 6.たまには地元に帰ろう！ 7.人生は最低で最高だ 8.戦えboys & girls 〜栄光のpump up〜 9.青春時代延長戦 10.ガムシャラの一言に尽きるぜ 11.赤い命が燃えている 12.君に捧げよう |                                                                                 |
| 14th     | 2019年1月9日   | I love U              | CRCP-40572                              | 1.I love U 2.My Generation 3.スポットライト 4.まだ夢を見てる 5.出会った皆様 我が師匠 6.Samurai Boo!!～人類史上最大のテーマ～ 7.Goodbye honey サヨナラだぜ8.こんな人生は愉快な人生じゃないか 9.俺達の1ページ 10.OLD ROOKIES |                                                                                 |
| 15th     | 2020年1月13日  | 世明けのうた          | CRCP-40607                              | 1.世明けのうた 2.THE GLORY SONG 3.WABISABIの唄 4.流れる日々を君と共に 5.僕の宝物 6.鳴り止まない鼓動 7.マイルメイルガンバル 8.Please Please marry me 9.おはようから墓場まで 10.リーダー論争 11.岐路に立つ君へ 12.大切な人 幸せであれ |                                                                                 |

### 参加作品
| 発売日         | タイトル                                                           | 規格品番   | 収録曲                                          | 備考           |
| -------------- | ------------------------------------------------------------------ | ---------- | ----------------------------------------------- | -------------- |
| 2002年12月11日 | PUNK ROCK CAMP！！2                                                | RUCI-2005  | 7. 心臓直結系ラブソング 8. 俺の青春             | imc records    |
| 2003年04月18日 | FIRE STARTER -北海道-                                              | TRFS-0001  | 9.情熱節                                        | BOUNCE RECORDS |
| 2003年07月09日 | パンクロック・バトルロイヤル-ヘッドロックナイト・コンピレーション- | WPCL-10009 | 14. 俺たちの未来は明るいぜ！！                  | ヘッドロック   |
| 2003年07月09日 | Discover URC                                                       | IOCD-40033 | 2.流行歌／ウルフルケイスケ with THEイナズマ戦隊 | avex io        |
| 2008年08月20日 | !wagero!「!wagero!」                                               | BVCR-11120 | 1.花 meets 上中丈弥(THEイナズマ戦隊)            | BMG JAPAN      |
| 2011年05月25日 | 「クローズ×WORST」 トリビュートソング・アルバム                    | AVCD-38248 | 1.合言葉～シャララ～                            | avex trax      |
| 2012年12月05日 | 白井良明「portrait of a legend 1972～2012」                        | VSCD-3397  | 10.with or without a rose with THEイナズマ戦隊  | VIVID SOUND    |

## 楽曲提供
上中丈弥
Appare!
- 「いいかんじっ!」（作詞）

WEST.（ジャニーズWEST）
- 「情熱」（作詞）

A.B.C-Z
- 「テレパシーOne! Two!」(作詞)
- 「Burn ハート」(作詞)
- 「夜明けのガンスリンガー」（作詞）
- 「さぁ生きまくれ! wonderful life!」（作詞）

KAMIGATA BOYZ
- 「世界を明るく照らしましょう」（作詞）

Kis-My-Ft2
- 「Everybody Go」（作詞）
- 「We never give up!」（作詞）

郷ひろみ
- 「ジャンケンポンGO!!」（作詞）

崎本大海
- 「夜更けのバラッド」（作詞・作曲）

さくら学院
- 「顔笑れ!!」（作詞）

SUPER EIGHT（関ジャニ∞）
- 「ズッコケ男道」（作詞）
- 「強情にGO!」（作詞）
- 「地元の王様」（作詞）
- 「イッツ マイ ソウル」（作詞）
- 「無責任ヒーロー」（作詞）
- 「ゴリゴリ」（作詞）
- 「ギガマジメ我ファイト」（作詞）
- 「ズタボロ問答」（作詞）
- 「音楽が聴こえている」（作詞）

SUPER☆GiRLS
- 「汗と涙のシンデレラストーリー」（作詞）

timelesz（Sexy Zone）
- 「Silver Moon」（作詞）
- 「Trophy」（作詞）
- 「Pheromone」 （作詞）

palet
- 「Wonderful Girl」（作詞）

久保裕行
Appare!
- 「いいかんじっ!」（作曲）

WEST.（ジャニーズWEST）
- 「情熱」（作詞・編曲）

A.B.C-Z
- 「夜明けのガンスリンガー」（作曲）

KAMIGATA BOYZ
- 「世界を明るく照らしましょう」（作曲）

SUPER EIGHT（関ジャニ∞）
- 「強情にGO!」（作曲）
- 「ゴリゴリ」（作曲）
- 「ズタボロ問答」（作曲）
- 「音楽が聴こえている」（作曲）

THEイナズマ戦隊
A.B.C-Z
- 「夜明けのガンスリンガー」（編曲）

SUPER EIGHT（関ジャニ∞）
- 「強情にGO!」（編曲）

## 主なライブ

### ワンマンライブ・主催イベント
- 2004年 - お前ら全員抱きしめてやるぜ!ツアー ～原点から未来、イナ戦の全て～
- 2004年 - よく来たな!泣いてけ!笑ってけ!ツアー
- 2005年 - 俺達はお前らのビタミン剤だ!ツアー ～為さねば成らぬ三年目～
- 2006年 - 3歩下がって加速を付けろ!4歩目より先へ突入だ!ツアー ～行かねばならぬ東京近県～
- 2007年 - 夢追ってるか!24時間戦ってるか!じゃあパワー充電しに来い!ツアー ～熱血商店営業中～
- 2008年 - どうにもこうにも俺MHzツアー
- 2008年 - どうにもこうにも"初めて"ツアー ～行ってないトコ&やってないコト～
- 2009年 - 人生ジタバタしようぜ!ツアー ～心のビタミン増量大作戦～
- 2010年 - コアファンも納得!まさか、あの曲やるんちゃう!?ツアー～まだやってないライブハウスもあったやん～
- 2011年 - 2011「愛とファイター」ツアー
- 2012年 - THEイナズマ戦隊プレゼンツ『NEO TIGER HOLE vol.1』
- 2012年 - 「いかすぜ★バンドマン」ツアー
- 2012年 - THEイナズマ戦隊プレゼンツ『NEO TIGER HOLE』
w/ザ50回転ズ/セカイイチ/蜜
- 2013年 - THEイナズマ戦隊2013ツアー「GLORY DAYS」
- 2013年09月13日 - THEイナズマ戦隊presents「NEO TIGER HOLE vol.4」
w/OverTheDogs/GOING UNDER GROUND/サンドクロック
- 2013年10月11日〜11月17日 - THEイナズマ戦隊ワンマンライブ2013「虎のご返杯」～17(イナ)周年直前ツアー～
- 2013年12月07日〜2014年02月01日 - THEイナズマ戦隊ワンマンライブ2013-2014「唄モノSTATION」～17(イナ)周年直前ツアー～
- 2014年08月17日 - THEイナズマ戦隊・結成17周年プレミアムワンマンライブ「Inazuma Fun Fan Carnival～イナ達のイナ達はイナ友達だ!!世界に広げようイナ達の輪!!～」
- 2014年10月04日〜12月27日 - THEイナズマ戦隊ワンマンライブ2014「17周年のご返杯ツアー」
- 2015年04月04日〜06月28日 - THEイナズマ戦隊ワンマンライブ2015 ～「17」リリースツアー～
- 2015年07月23日〜07月24日 - Road to 20th anniversary 緊急ホームルーム!しくじりイナズマ先生
- 2015年10月25日〜12月02日 - Road to 20th anniversary THEイナズマ戦隊 presents 「NEO TIGER HOLE tour 2015」
w/JaaBourBonz/Scoobie Do/堂島孝平/SPYAIR
- 2016年01月30日〜03月12日 - Road to 20th anniversary THEイナズマ戦隊 Acoustic Live 「唄モノSTATION ～OLD ROOKIES～」
- 2016年09月30日〜12月06日 - Road to 20th anniversary 11th Album Release Tour 「GALAPAGOS」

### 出演イベント
- 2002年08月31日 - EDGE OF SUMMER IN OSAKA 2002 #002
- 2002年10月19日 - MINAMI WHEEL 2002
- 2003年08月10日 - Sky Jamboree 2003 !!gan 顔晴れ bare!!
- 2003年08月23日 - MONSTER baSH 2003
- 2003年09月06日 - ARABAKI ROCK FEST.09072003 荒吐宵祭
- 2004年08月14日 - RISING SUN ROCK FESTIVAL 2004 in EZO
- 2004年08月22日 - Sky Jamboree 2004 ～夢合わせ～
- 2004年10月23日 - MINAMI WHEEL 2004 EXTRA ～UNDERGROUND～
- 2005年08月14日 - Sky Jamboree 2005 ～愛言葉～
- 2005年08月28日 - MONSTER baSH 2005
- 2005年09月12日 - RADIO BERRY ベリテンライブ2005
- 2006年03月11日 - Distinct Musics～異なった音楽達 バラバラですわっ!!～
- 2006年04月02日 - G-ROCK FESTIVAL
- 2006年04月29日 - ARABAKI ROCK FEST.06
- 2006年08月26日 - MONSTER baSH 2006
- 2006年08月27日 - Sky Jamboree 2006 ～夢模様～
- 2006年08月29日 - TREASURE052 2006 ～burning diamonds～
- 2006年09月17日 - RADIO BERRY ベリテンライブ2006 Special
- 2007年06月16日 - Distinct Musics～異なった音楽達 バラバラですわっ!Part2～
- 2007年08月10日 - 第30回 火の国まつり
- 2007年10月06日 - マキシマム ザ ホルモン ぶっ生き返すTOUR
- 2008年08月27日 - HIGHER GROUND 2008
- 2008年08月24日 - Sky Jamboree 2008 ～笑顔～
- 2009年12月26日 - 年忘れ!お前ら全員丑から寅にしてやるぜ!～共演!これぞ先輩後輩～
- 2009年12月30日 - FM802 ROCK FESTIVAL RADIO CRAZY 2009
- 2010年03月21日 - MUSIC CUBE 10
- 2010年07月24日 - HIGHER GROUND 2010
- 2010年09月18日 - イナズマロックフェス 2010
- 2010年10月17日 - ベストヒット☆SMA「円山町ロックサーキット」
- 2010年11月14日 - UNISON SQUARE GARDEN meet the autumn tour 2010
- 2011年01月20日 - 四星球 フーテンの花、高松DIMEに咲く
- 2011年01月21日 - 四星球 フーテンの花、松山サロンキティに咲く
- 2011年03月21日 - SANUKI ROCK COLOSSEUM 2011
- 2011年05月04日 - COMIN'KOBE11
- 2011年05月05日 - ロックの学園WEST ～お好み! 串カツ!! ロックンロール!!!～"チャリティライブ～PLAY FOR JAPAN～"
- 2011年07月10日 - 京都大作戦2011～今年も楽しむ覚悟でいらっ祭～
- 2011年08月21日 - 音楽をチカラに。 Sky Jamboree 2011 ～one pray in nagasaki～
- 2011年09月17日 - HIGHER GROUND 2011
- 2011年09月24日 - ガガガSP 長田大行進曲 2011
- 2011年10月15日 - MINAMI WHEEL 2011
- 2012年03月17日 - HAPPY JACK 2012
- 2012年05月03日 - FUNKIST SUNSHINE 7 tour 2012
- 2012年05月05日 - COMIN'KOBE12
- 2012年05月27日 - THE CHERRY COKE$ special program "RASCAL VALLEY 2012"
- 2012年07月29日 - HIGHER GROUND 2012
- 2012年08月04日 - ダイナマイトライブ! in OSAKA Vol.2
- 2012年08月23日 - TREASURE05X 2012 ～dream creator～
- 2012年08月26日 - DISK GARAGE MUSIC MONSTERS -2012 summer-
- 2012年10月03日 - CLUB Que Shimokitazawa 「新夜想曲第十八番・ウタゲアリキ」 No.18 anniversary
- 2012年10月17日・18日 - UNLIMITS NeON TOUR 2012-秋の夜長にNeONを灯す-
- 2012年10月20日 - TRIPLANE Two-Man LIVE TOUR2012～俺らがやらなきゃ誰がやる!
- 2012年10月28日 - ～7th memory～ROCK the ROCK!!
- 2012年11月22日 - LIVE! TOWER RECORDS 「Zepp! Step! SMA!」
- 2012年11月24日 - FM長野presents NAGANO CLUB JUNK BOX 13th Anniversary 「LiveLiveLive!!!」
- 2012年12月08日 - UNLIMITS NeON TOUR 2012-真冬の夜空にNeONが燃える-
- 2012年12月30日 - LIVE DI:GA JUDGEMENT 2012
- 2013年02月19日 - TESAGURI SMA Presetns 「リー!リー!リー!」たいがー・りー音楽祭
- 2013年03月16日 - HAPPY JACK 2013
- 2013年03月20日 - SANUKI ROCK COLOSSEUM
- 2013年03月20日 - SAKAI MEETING
- 2013年03月24日 - SOUL FLOWER UNION 闇鍋音楽祭2013
- 2013年06月23日 - TOKYO BOOTLEG CIRCUIT'13
- 2013年06月30日 - グッドモーニングアメリカ企画フェス 「あっ、良いライブここにあります。2013」
- 2013年07月06日 - 見放題2013
- 2013年07月13日・14日 - FUNKIST Tour 2013 Japarican Gypsy
- 2013年07月15日 - 鶴の音返し～結成10周年 in 心斎橋～
- 2013年07月25日 - CLUB Que 夏ノ陣 2013 ～RETURN TO NATURAL VS SPECIAL～
- 2013年07月30日 - THEイナズマ戦隊×鶴×FUNKIST
- 2013年08月23日 - TREASURE05X 2013 10th Anniversary ～the crimson show～
- 2013年08月25日 - DISK GARAGE MUSIC MONSTERS -2013 summer-
- 2013年08月31日 - RADIO BERRY ベリテンライブ2013 ～HEAVEN'S ROCK Utsunomiya VJ-2～
- 2013年09月21日 - LIVE福島 CARAVAN日本 風とロック芋煮会2013
- 2013年09月29日 - ミュージックシティ天神
- 2013年10月13日 - DIVING ROCK 2013
- 2013年11月23日 - 河野勇作(桐谷健太)×THEイナズマ戦隊
- 2014年03月15日 - THEイナズマ戦隊×SPYAIR「Satsuma Yoka-Nise 2 Man Shows」
- 2014年03月16日 - HAPPY JACK 2014
- 2014年03月18日 - LIVE SHUFFLE Presents THEイナズマ戦隊×SPYAIR SPECIAL LIVE
- 2014年03月22日 - MUSIC CUBE 14
- 2014年04月29日 - COMIN'KOBE14
- 2014年06月02日 - SEA SIDE HEAVEN vol.23 ～Club Lizard YOKOHAMA 12th Anniversary!!～
- 2014年06月07日 - 服部NIGHT!! vol.06
- 2014年06月08日 - RADIO BERRY High-5 PRESENTS『ニュートラルで黒いイナズマ』
- 2014年06月14日・15日 - PAN「ヒズム ハズム リズム」RELEASE"ヒズムハズムリズムツアー"
- 2014年07月14日 - ORANGE RANGE 縁舞 -vol.10- ～文月の乱～
- 2014年07月20日 - THEイナズマ戦隊×THE BOHEMIANS
- 2014年07月27日 - NUMBER SHOT 2014
- 2014年08月24日 - MONSTER baSH 2014(「としおとこ (THE イナズマ戦隊+OKAMOTO'S)」として出演)
- 2014年08月31日 - やおーん!!2014
- 2014年09月02日 - 激突! Battle -5-
- 2014年09月10日 - アップアップガールズ（仮）対バンROCKS(仮)～東京決戦 3DAYS～
- 2014年09月15日 - 窓枠10周年記念 窓枠ワクワクナイトフィーバー
- 2014年12月31日 - Good Bye 2014 ～A Happy New Year 2015～ 第2部「道玄坂異種格闘技戦 vol.75」
- 2015年01月17日・18日 - α-STATION In The Groove Presents THEイナズマ戦隊『GOOD-BYE17 / HELLO18』
- 2015年01月29日 - GOOD ROCKS!8th Anniversary Party!
- 2015年02月28日 - BYEE the ROUND10周年おかわり自主企画「愚かな民ツアー」～もう一回ヤらせてくれませんか?～
- 2015年03月07日 - mihoudai.tokyo'15
- 2015年03月13日・17日 - OKAMOTO'S 2015 SPRING LIVE CIRCUIT ～ハマ☆クン24～
- 2015年03月14日 - HAPPY JACK 2015
- 2015年03月28日 - SPYAIR LIVE2015 "Extra"
- 2015年03月29日 - BANPAKU6
- 2015年04月26日・07月11日・12日・20日 - 鶴47都道府県TOUR「Live & Soul」～もう、寂しい想いはさせたくない～
- 2015年05月03日 - MUSIC POTION RED FES 2015
- 2015年07月04日 - 夏びらき MUSIC FESTIVAL'15 大阪
- 2015年07月06日 - 四星球ツーマンツアー「四星球方向性会議」
- 2015年07月21日 - 諫早SOUL ALIVE
- 2015年07月26日 - NUMBER SHOT 2015
- 2015年08月06日 - SHELTER presents "BATTLE60×60"
- 2015年08月23日 - ジャアバーボンズ 夏休みだよ!対バンツアー2015「ハイサイ!爽快!LALA サンシャイン!」
- 2015年08月27日 - 【ひめキュン5周年記念イベント】『Amazing Battle Royal』
- 2015年08月29日 - AYAフェス2015 ～叫べ!踊れ!遊びまくれ!～
- 2015年08月30日 - やおーん!!2015
- 2015年09月19日 - 騎馬武者ロックフェス 2015
- 2015年09月20日 - Big1Project 夏の陣 ハジけろ!! 泡PUNK
- 2015年09月21日 - MASTER COLISEUM'15
- 2015年10月03日 - MEGA☆ROCKS 2015
- 2015年11月03日・05日 - 鶴47改め94都道府県TOUR「Live & Soul」～もう、寂しい想いはさせたくない～
- 2015年11月08日 - PEACE WORLD
- 2015年11月22日 - 下北沢にて'15
- 2015年12月30日 - DISK GARAGE presents BORDERLESS 2015
- 2016年03月19日 - HAPPY JACK 2016
- 2016年03月20日 - MbS×I ♡ RADIO 786「SANUKI ROCK COLOSSEUM」 ～BUSTA CUP 7th round～
- 2016年03月25日 - SABOTEN "MASTER PEACE TOUR 2015-2016" FINAL
- 2016年04月28日 - 激突! フラカンVSイナ戦
- 2016年05月02日 - SA TOUR「START ALL OVER AGAIN, NOW! 2016」<extra>
- 2016年05月04日 - ～騒祭2016～
- 2016年05月07日 - COMIN'KOBE16
- 2016年05月21日 - 武蔵野音楽祭 『蓮の音カーニバル2016』
- 2016年06月04日 - SAKAE SP-RING 2016
- 2016年06月09日 - 四星球5thフルアルバム 「出世作」レコ発ツアー 『出世街道2016』
- 2016年07月13日 - Good Vibrations 大人げない大人たち vol.1
- 2016年07月23日 - NUMBER SHOT 2016
- 2016年08月05日 - R&R SUMMER ROMANCE in 渋谷
- 2016年08月13日 - RISING SUN ROCK FESTIVAL 2016
- 2016年08月20日 - MONSTER baSH 2016
- 2016年08月28日 - やおーん!!2016
- 2016年09月24日 - @JAM×ナタリーEXPO 2016
- 2016年10月01日 - MEGA☆ROCKS 2016
- 2016年10月08日 - MINAMI WHEEL 2016